# Palazzo Bottiglieri
Il Palazzo Bottiglieri è un palazzo di Napoli ubicato al 78 di via Salvator Rosa.
L'edificio fu proprietà dello scultore Matteo Bottiglieri. L'opera è di un architetto il cui nome è sconosciuto. Oggi il complesso risulta parzialmente alterato rispetto al disegno originario.
Il palazzo conserva una bella scala aperta simile a quella di palazzo Medici a Materdei; è composta da archi ribassati e costituisce una notevole quinta scenografica.

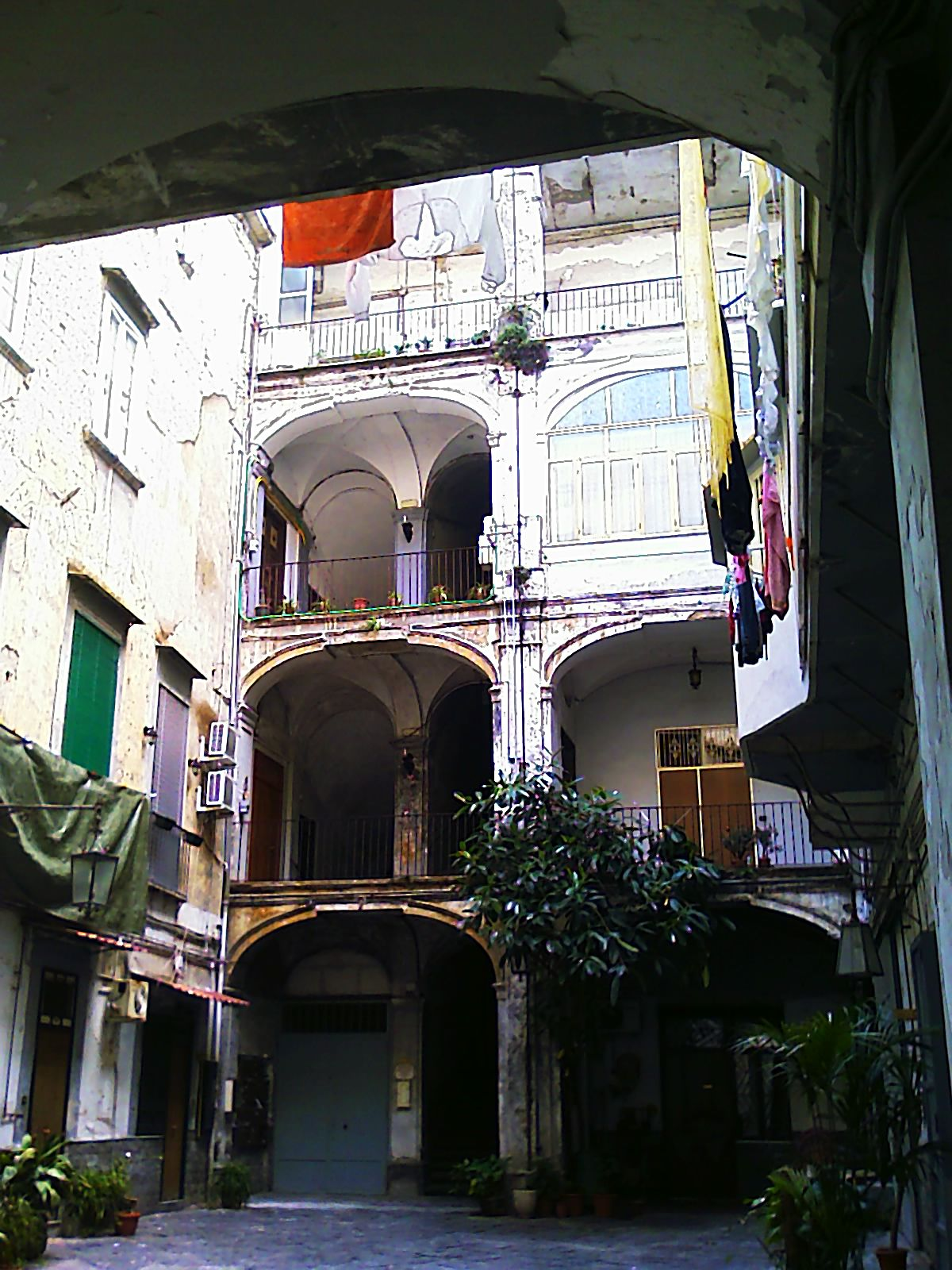
Scala

## Curiosità
Nel mese di dicembre 2015 è stato location di alcune riprese della fiction I bastardi di Pizzofalcone prodotta dalla Rai. Si tratta, infatti, dello stabile ove è ubicata l'abitazione del vice commissario Giorgio Pisanelli (interpretato da Gianfelice Imparato).